# Voinova, Strășeni
Voinova este un sat din raionul Strășeni, Republica Moldova.

## Istorie
Prima menționare documentară a satul datează cu anul 1445:
„Din mila lui Dumnezeu, noi, Ștefan voievod, domn al Țării Moldovei. Facem cunoscut, cu această carte a noastră, tuturor celor care o vor vedea sau o vor auzi citindu-se, că acest adevărat credincios al nostru, pan Oancea logofăt, ne-a slujit drept și credincios. De aceea, noi, văzând dreapta și credincioasa lui slujbă dare noi, l-am miluit cu deosebita noastră milă și i-am dat, in tara noastră, în Moldova, satele anume: Procopeni, pe Răut, și, peste Prut, în dreptul Podolenilor, unde este Călugărița și unde este Oanța, și, lângă Șumuz, Bezhaci, și, pe Suceava, Satul Mare, și trei sălașe de țigani, anume: Coste cu sălașul său, și Micula cu sălașul său și Mihail cu sălașul său. Și încă i-am dat, pe Voinova, jumătatea din satul unde este Paco vătăman. Toate acestea mai sus-scrise să-i fie de la noi uric, cu tot venitul, lui, și copiilor lui, și fraților lui, și nepoților lui și strănepoților lui, și răstrănepoților lui și întregului său neam, cine va fi cel mai apropiat, neclintit niciodată, în veci.

...

A scris Șandru gramatic, la Suceava, în anul 6953 <1445>, luna iulie 15.”

## Administrație și politică
Componența Consiliului local Voinova (9 consilieri), ales la 5 noiembrie 2023, este următoarea:
|  | Partid                             | Consilieri | Componență | Componență | Componență | Componență | Componență |
|  | ---------------------------------- | ---------- | ---------- | ---------- | ---------- | ---------- | ---------- |
|  | Partidul Acțiune și Solidaritate   | 5          |            |            |            |            |            |
|  | Partidul Social Democrat European  | 3          |            |            |            |            |            |
|  | Candidat independent GRIGORE BARBA | 1          |            |            |            |            |            |